# Robert McKee

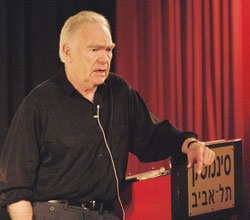
Robert McKee

Robert McKee (* 1941 in Detroit, Michigan) ist ein Lehrer für kreatives Schreiben und ist vor allem durch sein Seminar Story und sein gleichnamiges Buch über das Drehbuchschreiben bekannt. Ebenso betreibt McKee unter dem Namen Storylogue eine Webseite zur Ausbildung von Autoren.
Seine Seminare bietet er weltweit an.
Weiterhin schrieb er für den Zweiteiler Die Bibel – Abraham und für einige Episoden der amerikanische Serie Mrs. Columbo die Drehbücher.
2017 wurde ihm von Final Draft der Hall of Fame Award überreicht.

## Veröffentlichungen
- Story: Die Prinzipien des Drehbuchschreibens. Alexander Verlag, Berlin 2011, ISBN 978-3-89581-045-9.
- Dialogue: The Art of Verbal Action for Page, Stage, and Screen. Twelve, New York 2016, ISBN 978-1-4555-9191-6.
  - Deutsche Ausgabe: Dialog. Wie man seinen Figuren eine Stimme gibt. Ein Handbuch für Autoren. Aus dem amerikanischen Englisch übersetzt von Tanja Handels. Alexander, Berlin 2018, ISBN 978-3-89581-477-8. (Inhaltsverzeichnis)[6]